# Martynas Pocius
Martynas Pocius (Vilna, 28 de abril de 1986) es un exjugador de baloncesto lituano.
Mide 1,96 metros, y jugaba en la posición de escolta.

## Trayectoria
Pocius se formó en Estados Unidos (defendió los colores de la mítica universidad de Duke), destacaba especialmente por su velocidad, intensidad y espectacular potencia de salto. Cuando contaba con 13 años, se seccionó 3 dedos de la mano izquierda con una fresadora en unas prácticas en el colegio. Una larga operación le permitió salvar dos de los dedos, pero perdió el dedo corazón.
En el año 2009 fichapor el Zalgiris Kaunas, donde consiguió un rol importante promediando 23.7 puntos 5.3 rebotes y 3.2 asistencias por partido en 31.6 minutos de juego tanto en la liga lituana como en la Euroliga.
El 28 de julio de 2011, se confirmó su fichaje por el Real Madrid, donde jugó durante dos temporadas antes de regresar al Zalgiris.
El 16 de junio de 2017, anunció su retiro del baloncesto profesional con solo 31 años de edad debido a las lesiones y el dolor que sufrió mientras hacía ejercicio.